# Shimazu Tadahisa
Shimazu Tadahisa (島津 忠久?; ... – 1º agosto 1227) è stato un daimyō giapponese, fondatore del clan Shimazu.

## Biografia
Tadahisa fu il fondatore del clan Shimazu e delle rivendicazioni del clan sia nella provincia di Satsuma che nelle isole Ryūkyū.
Il nome iniziale di Tadahisa fu Koremune no Tadahisa (惟宗忠久?) e fu figlio di Koremune Hirokoto, capo della Guardia Imperiale; sua madre, Tango no tsubone, era la sorella minore di Hiki Yoshikazu. Secondo alcuni resoconti fu un figlio illegittimo di Minamoto no Yoritomo e fu adottato dal clan Koremune; tuttavia questa teoria o questo mito non è più considerato come un fatto dagli studiosi.
Fu anche nominato "Signore delle dodici isole del sud", in riferimento alle isole Ryūkyū, nel 1206. Gli Shimazu non esercitarono comunque mai alcuna amministrazione o governo diretto delle isole, né ricevette alcun tributo fino al 1609, quando ebbero il permesso dallo shogunato Tokugawa di invaderle e prenderle in gestione.
tadahisa fu gokenin (servitore o "domestico") del clan Minamoto, nel 1186 ricevette il dominio di Shioda (Shinano) e successivamente nominato Shugo (governatore militare) di Satsuma; Minamoto no Yoritomo nel 1187 gli affidò l'area Shimazu nella provincia e Tadahisa ne prese il nome e fondò il clan. Rimase per un certo periodo a Kamakura, mentre il suo servitore Honda Sadachika venne mandato a Satsuma per amministrare il territorio al suo posto. Durante questo periodo, contribuì alla lotta contro gli Ōshū-Fujiwara e accompagnò Yoritomo nel suo trasferimento a Kamakura.
Tadahisa si stabilì per la prima volta a Satsuma nel 1196, costruendo un castello e prendendo il controllo della provincia di Ōsumi e di parte di quella di Hyūga; lo shogunato Kamakura riconobbe formalmente le sue pretese su quei territori nominandolo Shugo di tutte e tre le province. Durante il periodo Edo il futuro dominio di Satsuma avrebbe coperto circa lo stesso territorio.
Perse potere nel 1203, quando il suo influente parente Hiki Yoshikazu venne accusato di cospirazione contro lo Shōgun ed ucciso; Tuttavia Tadahisa riuscì successivamente a riprendersi i titoli di shugo della provincia di Satsuma e jitō (consigliere dello shōgun) del dominio di Satsuma (parte del dominio di Shimazu). I titoli di shugo di Ōsumi e jitō del territorio Ōsumi di Shimazu, che controllavano Tanegashima, divennero appannaggio del clan Hōjō. Il ramo dei Nagoe del clan Hōjō nominò governatore di Tanegashima il capo del clan Higo, che fondò così il clan Tanegashima.
Riacquistò titoli e autorità nel 1205, ma solo su un territorio nella provincia di Satsuma; gli Shimazu avrebbero ripreso il controllo delle province perse tre secoli più tardi.
Morì nel 1227 passando la posizione di Shugo a suo figlio Tadatoki. L'altro figlio di Tadahisa, Tadatsuna, divenne il fondatore degli Shimazu di Echizen.
La tomba di Tadahisa si trova a Kamakura, a poche centinaia di metri dalla tomba di Minamoto no Yoritomo, e accanto a quelle di Noe no Hiromoto e del fondatore del clan Mōri, Mōri Suemitsu.